# Beau Brummels '66
Pour les articles homonymes, voir Beau Brummel (homonymie).
 (avril 2017).
Si vous disposez d'ouvrages ou d'articles de référence ou si vous connaissez des sites web de qualité traitant du thème abordé ici, merci de compléter l'article en donnant les références utiles à sa vérifiabilité et en les liant à la section « Notes et références ».
Albums de The Beau Brummels
The Beau Brummels, Vol. 2
(1965) Triangle
(1967)
Beau Brummels '66 est le troisième album — le premier chez Warner Bros. — du groupe de rock américain The Beau Brummels, sorti en 1966.
L'album se compose de douze reprises de chansons et ne contient aucun titre original.

## Liste des titres
| A1. | You've Got to Hide Your Love Away | John Lennon, Paul McCartney | 3:41 |
| A2. | Mr. Tambourine Man                | Bob Dylan                   | 3:49 |
| A3. | Louie Louie                       | Richard Berry               | 2:10 |
| A4. | Homeward Bound                    | Paul Simon                  | 2:44 |
| A5. | These Boots Are Made for Walkin'  | Lee Hazlewood               | 2:53 |
| A6. | Yesterday                         | Lennon, McCartney           | 2:37 |

| B1. | Bang Bang                                | Sonny Bono                  | 1:56 |
| B2. | Hang on Sloopy                           | Farrell, Russell            | 2:52 |
| B3. | Play with Fire                           | Mick Jagger, Keith Richards | 2:56 |
| B4. | Woman (en)                               | Webb [McCartney]            | 2:02 |
| B5. | Mrs. Brown, You've Got a Lovely Daughter | Peacock                     | 2:39 |
| B6. | Monday, Monday                           | John Phillips               | 2:47 |